# 峨眉鳞盖蕨
峨眉鳞盖蕨（学名：Microlepia omeiensis）为姬蕨科鳞盖蕨属下的一个种。

## 扩展阅读
維基物種上的相關：峨眉鳞盖蕨